# Harnwege
Die (ableitenden) Harnwege sind diejenigen anatomischen Strukturen, über die der Urin aus den Nieren abtransportiert, zwischengespeichert und zuletzt ausgeschieden wird.
Zu den Harnwegen gehören:
- das paarige Nierenbecken (Pelvis renalis)
- der paarige Harnleiter (Ureter)
- die Harnblase (Vesica urinaria)
- die Harnröhre (Urethra)

Die Harnwege sind muskuläre Hohlorgane mit einer eigenen autonomen, teils auch willkürlich zu beeinflussenden Muskulatur. Sie sind mit einem besonderen Epithel, dem Urothel ausgekleidet, dessen Besonderheit es ist, sich weit dehnen und wieder zusammenziehen zu können, da die Epithelzellen wie Schuppen übereinander liegen.

## Fehlbildungen, Erkrankungen
Das häufigste Problem, das die Harnwege betrifft, ist die akute Blasenentzündung (Zystitis). Begünstigt wird diese bei Frauen in erster Linie durch die im Vergleich zum Mann wesentlich kürzere Harnröhre, beim älteren Mann durch eine Abflussbehinderung durch eine Prostatahyperplasie. Die gefürchtetste Komplikation einer Blasenentzündung ist die Nierenbeckenentzündung (Pyelitis bzw. Pyelonephritis).
Folge einer Abflussbehinderung kann ein Harnstau mit der drohenden Konsequenz einer Inkontinenz bei chronischer Abflussstörung der Blase, eines Hydroureter und einer Hydronephrose sein. Durch die chronische Druckerhöhung im Hohlsystem kann das Parenchym der vorgeschalteten Niere (bzw. der vorgeschalteten Nieren) vollständig zerstört werden.
Fehlbildungen im Bereich der Harnwege werden häufiger bei männlichen Kleinkindern diagnostiziert (siehe beispielsweise Hypospadie, Epispadie). Erwähnenswerte und relativ häufige Fehlbildungen sind ansonsten eine Harnleiterabgangstenose, numerische Fehlbildungen wie ein Ureter duplex oder Ureter fissus und Fehlmündungen eines Harnleiters in die Blase (die Ureterektopie).
Steinkrankheiten (Steinleiden) werden durch Harnsteine, die in allen Etagen der Harnwege auftreten können, verursacht und können zum Verlust der Nierenfunktion führen.
Des Weiteren können die Harnwege von Tumoren und Missbildungen betroffen sein.
Zu weiteren Erkrankungen: siehe bei den einzelnen Organen.